# Bernard de Pourtalès
Bernard Alexandre Georges Edmond de Pourtalès (Bellevue, 5 giugno 1870 – Casablanca, 6 luglio 1935) è stato un velista svizzero.
Partecipò ai giochi della II Olimpiade di Parigi nel 1900 a bordo di Lérina, con cui vinse una medaglia d'oro nella prima gara della classe da una a due tonnellate e una medaglia d'argento nella seconda gara della stessa categoria. Prese parte anche alla gara di classe aperta ma non riuscì a completarla.
A bordo di Lérina, con Bernard, furono presenti anche suo zio Hermann de Pourtalès e la moglie di questi, Hélène de Pourtalès.

## Palmarès
| Anno | Manifestazione | Sede   | Evento                 | Risultato |
| ---- | -------------- | ------ | ---------------------- | --------- |
| 1900 | Olimpiadi      | Parigi | Classe 1-2 ton, gara 1 | Oro       |
| 1900 | Olimpiadi      | Parigi | Classe 1-2 ton, gara 2 | Argento   |